# ベール川の戦い
ベール川の戦い (フランス語: Bataille de la Berre　ドイツ語: Schlacht an der Berre) は、737年にカール・マルテル率いるフランク王国軍と、ウクバ・イブン・アッ＝ハイヤイ率いるウマイヤ朝アンダルス軍がベール川河口（ベール川、現フランス、オード県）で衝突した戦い。

## 背景
719年/720年、アンダルスの長官アッ＝サム・イブン・マリク・カウラニがナルボンヌを占領した。736年から、カール・マルテルはセプティマニア再征服に乗り出し、737年にはナルボンヌを攻囲した。これに対し、アンダルスからウクバ・イブン・アッ＝ハイヤイ率いるウマイヤ朝軍がナルボンヌ市の救援に現れた。

## 結果
戦いはカール・マルテルの大勝利に終わった。フランク軍は、壊走してラグーンに逃げ込んだアラブ軍を追撃し、多くの戦利品と捕虜を獲得した。カール・マルテルはウマイヤ朝支配下のセプティマニアを荒廃させたが、そう時を経ないうちにアラブ軍がプロヴァンスに戻ってきたため再遠征を強いられた。パウルス・ディアコヌスの『ランゴバルド人の歴史』によれば、アラブ人はカール・マルテルがランゴバルド王国と同盟を結んだと知って撤退した。これで、カール・マルテルはウマイヤ朝のピレネー山脈を越えた侵攻を一時的に抑え込んだ。カール・マルテルはベール川の戦いの勝利にもかかわらずナルボンヌを攻略することができず、この街がフランク王国に征服されるのは彼の息子のピピン3世による752年から759年のナルボンヌ包囲戦によってであった。